# ARIMAO

Cable de comunicaciones ARIMAO entre Cuba y Martinica

El cable submarino ARIMAO es un cable de fibra óptica, diseñado y desplegado para mejorar la conexión a Internet entre las islas de Cuba y Martinica. 

## Descripción
El despliegue del cable empezó el 8 de diciembre de 2022 desde el puerto Tricontinental de Cienfuegos. El nombre hace referencia al río de mismo nombre que corre cerca de la ciudad de Cienfuegos. 
La noticia la presentó la presidenta de la empresa de telecomunicaciones de Cuba ETECSA S.A, Tania Velázquez Rodríguez.
Inmediatamente el barco cablero Pierre de Fermat empezó su instalación desde Cienfuegos hasta llegar por mar a Martinica el 9 de enero de 2023. Cuenta con una longitud aproximada de 2470 km.
El proyecto es el resultado de la cooperación de la empresa cubana ETECSA S.A y la francesa Orange S.A que permitirá una mayor probabilidad y posibilidad de conexión a la isla. Este cable se suma a otros proyectos de telecomunicaciones como el ALBA-1, proyecto de cooperación entre Cuba y Venezuela. Esto implica un aumento en la velocidad y un descenso del tráfico de ese país.